# الدیا اسپاتزنکاتر
الدیا اسپاتزنکاتر (به اسپانیایی: Aldea Spatzenkutter) یک منطقهٔ مسکونی در آرژانتین است که در ایالت انتره ریوز واقع شده‌است.